# غلام رضا أزهري
غلام رضا أزهري (بالفارسية: غلامرضا ازهاری)، من مواليد 18 فبراير 1912، وتوفي بتاريخ 5 نوفمبر 2001، وهو عسكري إيراني سابق، كان قائداً عسكريا ورئيس الوزراء في فترة محمد رضا بهلوي.

## صحته
تعرض غلام رضا لأزمة صحية ناتجة عن نوبة قلبية أثناء رئاسة الوزراء، وبعد ترك منصبه ذهب إلى الولايات المتحدة الأمريكية عام 1979 لإجراء عملية قلب في مستشفى بيثيسدا البحرية، وبعد شفائه من الإصابة لم يعد إلى إيران، واستقر في مدينة ماكلين بولاية فيرجينيا الأمريكية إلى أن توفى هناك، حيث أبلغ القاضي الديني الإيراني صادق خلخالي بأن حُكم الإعدام صدر على كافة أفراد عائلة محمد رضا بهلوي، ومسؤوليين سابقين، بمن فيهم غلام رضا أزهري.